# Lacrim
Karim Zenoud (Parijs, 19 april 1985), beter bekend als Lacrim is een Franse rapper. Na samenwerkingen met verscheidene artiesten bracht Lacrim in mei 2012 zijn album Faites entrer Lacrim uit. Achtereenvolgens bracht hij in december 2012 een mixtape uit, Toujours le même genaamd. In 2014 bracht hij zijn album Corleone uit, met als debuutsingle "Mon glock te mettra à genoux", een hit in Frankrijk.

## Biografie
Karim Zenoud groeide op in Chevilly-Larue, een dorp in Val-de-Marne ten zuiden van Parijs, waar hij samen met zijn gezin heen verhuisde op 6-jarige leeftijd. Hij stopte op 11-jarige leeftijd met school, waarna hij op 14-jarige leeftijd zijn eerste overval pleegde. Zenoud had een moeilijke jeugd. In 2016 zit Lacrim een gevangenisstraf uit vanwege wapenbezit. In 2017 was hij weer vrij en bracht hij op youtube een serie uit : Force&Honneur en de single Traîtres die een nummer 1-hit werd in Frankrijk.

## Discografie

### Albums
| Jaar | Album                | Positie hitlijst | Positie hitlijst | Positie hitlijst | Positie hitlijst | Certificatie |
| Jaar | Album                | FR               | BEL (Vl)         | BEL (Wa)         | SWI              | Certificatie |
| ---- | -------------------- | ---------------- | ---------------- | ---------------- | ---------------- | ------------ |
| 2012 | Faites entrer Lacrim | 16               | —                | —                | —                | —            |
| 2013 | Né pour mourir       | 12               | —                | 96               | —                | —            |
| 2014 | Corleone             | 1                | 113              | 6                | 37               | Goud         |

### Mixtapes
| Jaar | Album            | Positie hitlijst |
| Jaar | Album            | FR               |
| ---- | ---------------- | ---------------- |
| 2012 | Toujours le même | 148              |

### Singles
| Jaar | Single                               | Positie hitlijst | Positie hitlijst | Album          |
| Jaar | Single                               | FR               | BEL (Wa)         | Album          |
| ---- | ------------------------------------ | ---------------- | ---------------- | -------------- |
| 2013 | "On va tout perdre" (met Mister You) | 116              | —                | Né pour mourir |
| 2014 | "Mon glock te mettra à genoux"       | 12               | 1* (Ultratip)    | Corleone       |
| 2014 | "Tout le monde veut des Lovés"       | 25               | —                | Corleone       |
| 2014 | "Corleone"                           | 28               | —                | Corleone       |
| 2014 | "Pocket Coffee"                      | 30               | —                | Corleone       |
| 2014 | "Pronto"                             | 11               | 26* (Ultratip)   | Corleone       |

*Kwam niet voor in de officiële Belgische Ultratop 50.
Andere uitgaves in de hitlijsten
| Jaar | Single                                | Positie hitlijst | Album    |
| Jaar | Single                                | FR               | Album    |
| ---- | ------------------------------------- | ---------------- | -------- |
| 2014 | "A.W.A." (met French Montana)         | 104              | Corleone |
| 2014 | "On fait pas ça" (met Lil Durk)       | 107              | Corleone |
| 2014 | "Barbade"                             | 135              | Corleone |
| 2014 | "Bracelet"                            | 141              | Corleone |
| 2014 | "J'suis qu'un thug"                   | 75               | Corleone |
| 2014 | "Le loup d'la street" (met Amel Bent) | 171              | Corleone |
| 2014 | "Oz"                                  | 173              | Corleone |
| 2014 | "Mon frère"                           | 189              | Corleone |

Prominent gekenmerkt
| Jaar | Single                           | Positie hitlijst | Album |
| Jaar | Single                           | FR               | Album |
| ---- | -------------------------------- | ---------------- | ----- |
| 2013 | "Merci" (Alonzo met Lacrim)      | 111              | —     |
| 2015 | "La douille" (Gradur met Lacrim) | 85               | —     |

Overig
- 2012: "On se rattrape" (Mister You met Lacrim and Seth Gueko) (op Mister You zijn album MDR Mec de rue 2)
- 2013: "Un arabe à Miami" (op compilatiealbum Planète Rap 2013)

- MusicBrainz: 10df38da-1292-4881-bd96-c6dfead3934b
- Virtual International Authority File: 313415265